# 家樂坊

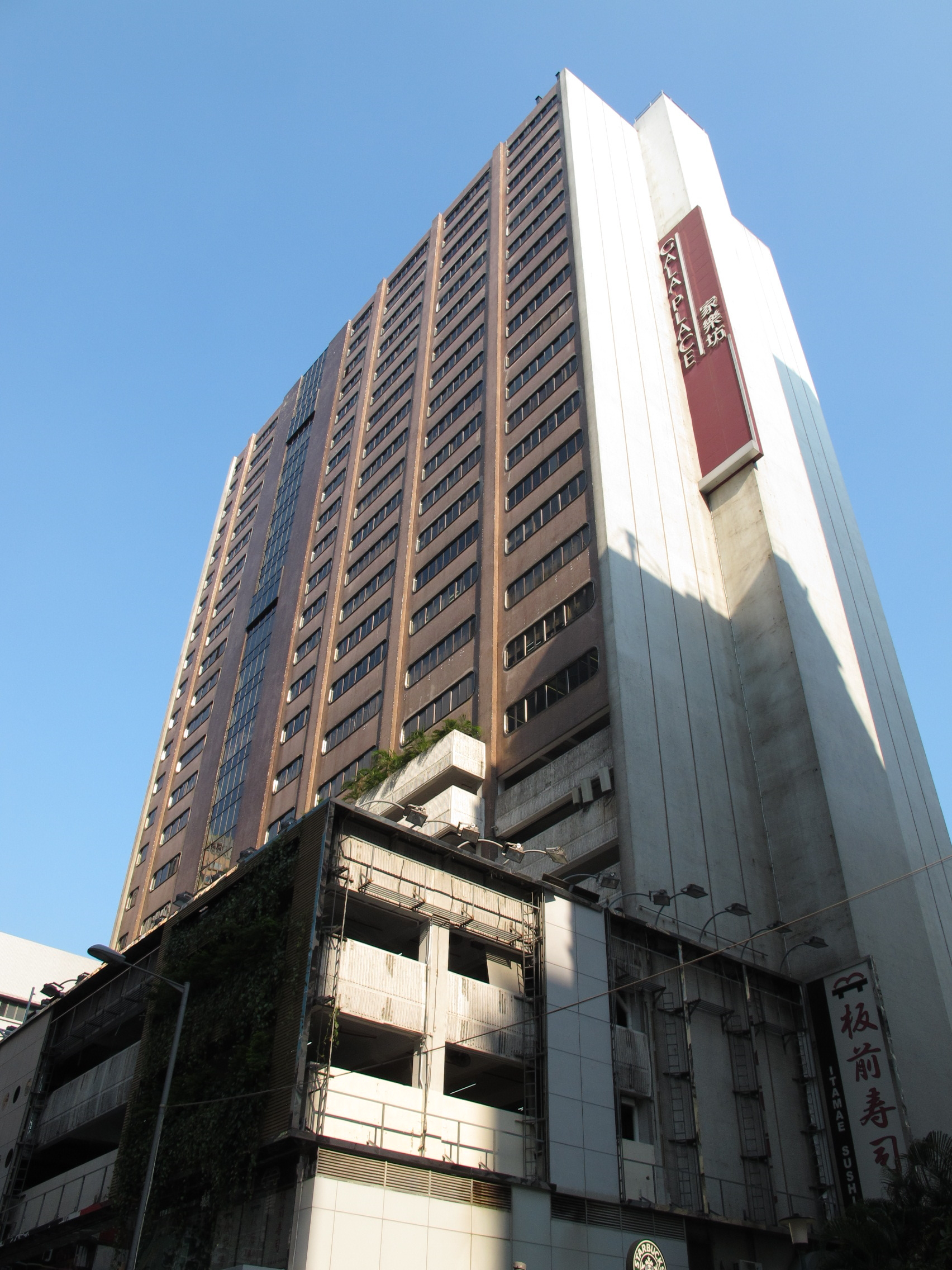
栢裕商業中心（2012年）

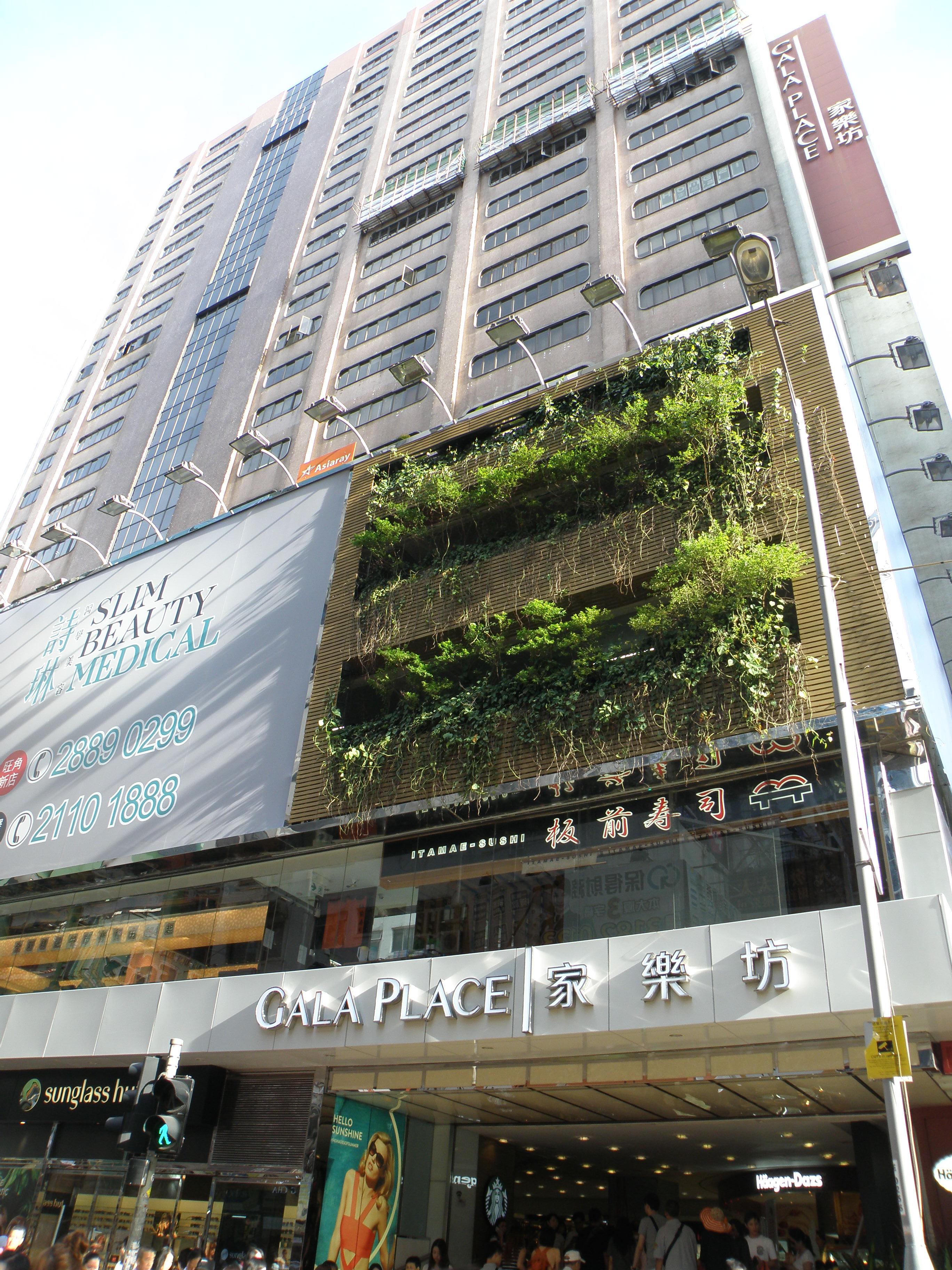
家樂坊（2014年）

家樂坊（英語：Gala Place，前名：栢裕商業中心及家樂商場），是一座位於香港九龍油麻地登打士街56號的商場連辦公樓，於1975年建成（50年前），發展商為恒隆地產。家樂坊的商場部分面積7,500平方米，一共設有4,500平方呎全港單層樓面面積最大的星巴克特色店、龍豐Mall旗艦店、樓高2層的潮食點、以及樓高2層和九龍區面積最大的AEON STYLE旗艦店，商場曾經網羅深受年青人追捧的潮流服飾及戶外用品、護膚及美妝用品、家居精品、影音及電子產品。其他店舖包括美容中心、主打家居設計的商店及電訊服務公司等；而辦公樓部份則達30,000平方米，會吸引不少速遞公司、電訊公司和運動用品公司進駐。家樂坊亦會提供近500個車位的停車場。

## 歷史

### 翻新為家樂坊
2006年2月，業主恒隆地產宣佈家樂商場將改名為「家樂坊」，大部分租戶的租約於年內到期，將商場重新定位，將商舖合併改大，大致為兩舖改為一舖，引入星巴克、板前壽司及California Pizza Kitchen等租戶。至於寫字樓部分則只會作內部裝修，包括重鋪地板等等。翻新後以售賣女性服裝、鞋和手袋為主，並且跟隨市况調整租金。2007年，翻新工程陸續完成。
2011年1月，業主將商場地庫改為「家樂．大食瀛」，引進6間日式食肆，包括豚組、大阪王將、全港首間味吉拉麵館、Mou Mou Club、18 Grams及自助乳酪專門店Tutti Frutti。

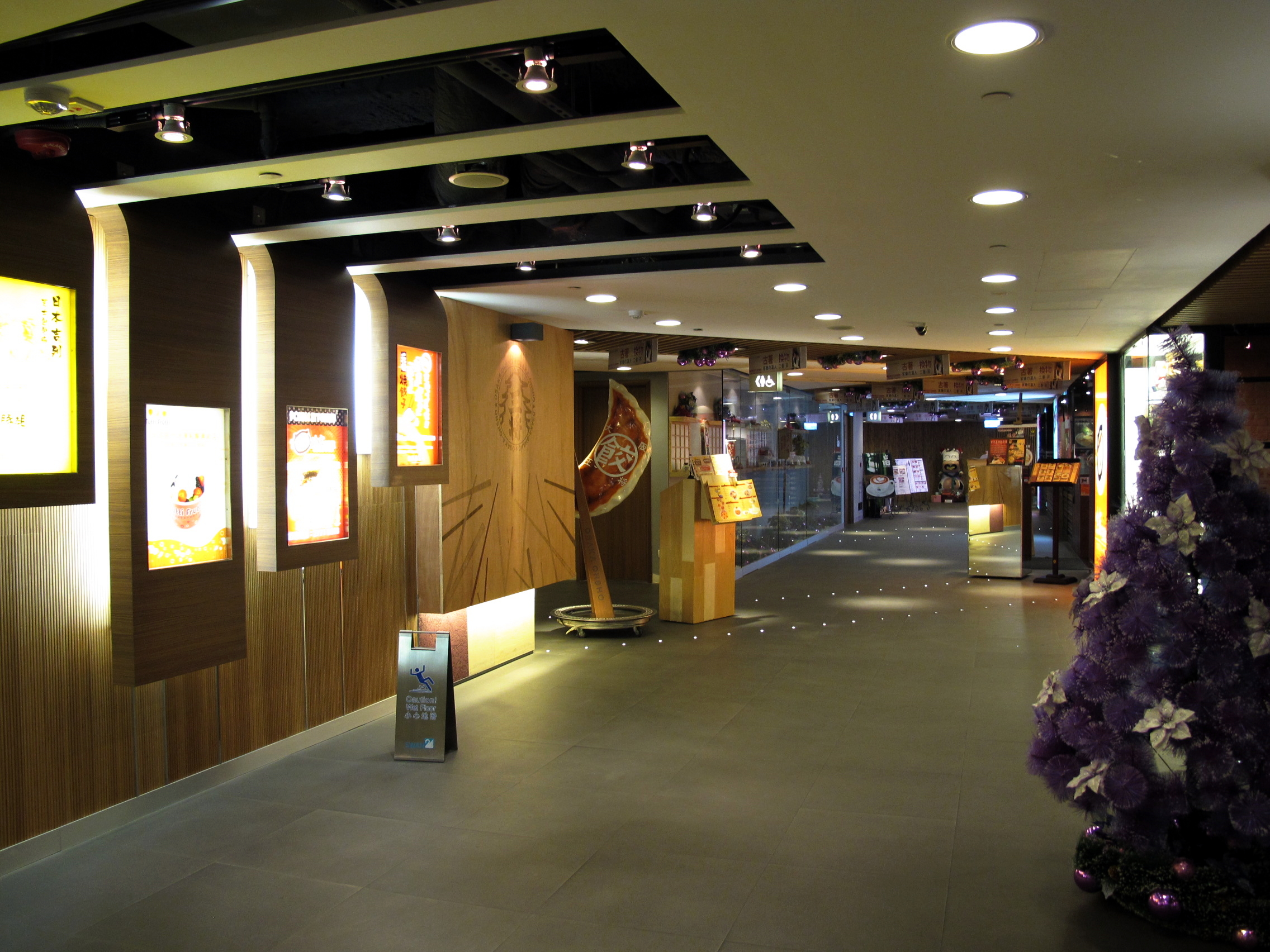
家樂坊地庫的日本餐廳（2011年）
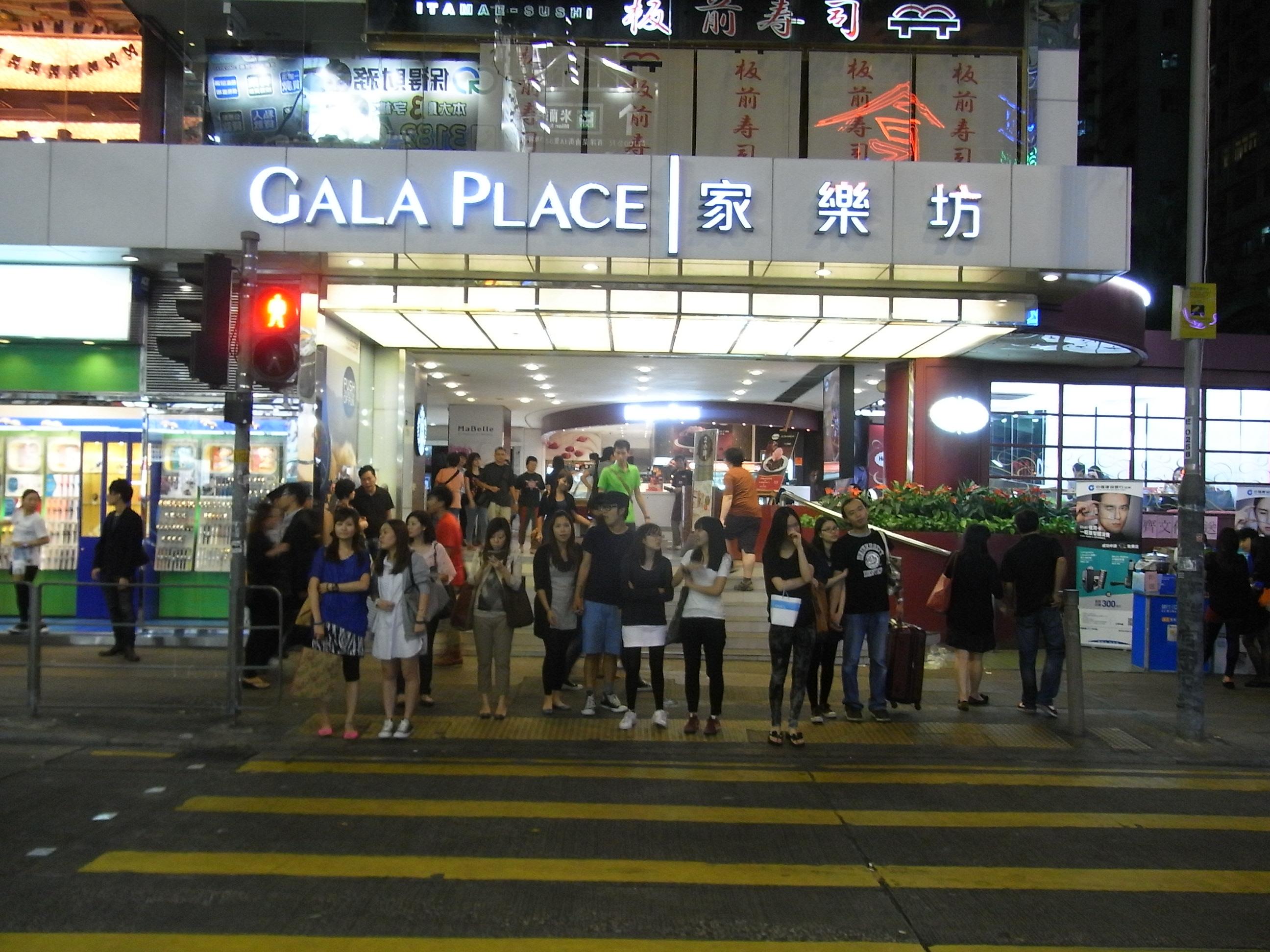
家樂坊入口（2012年）
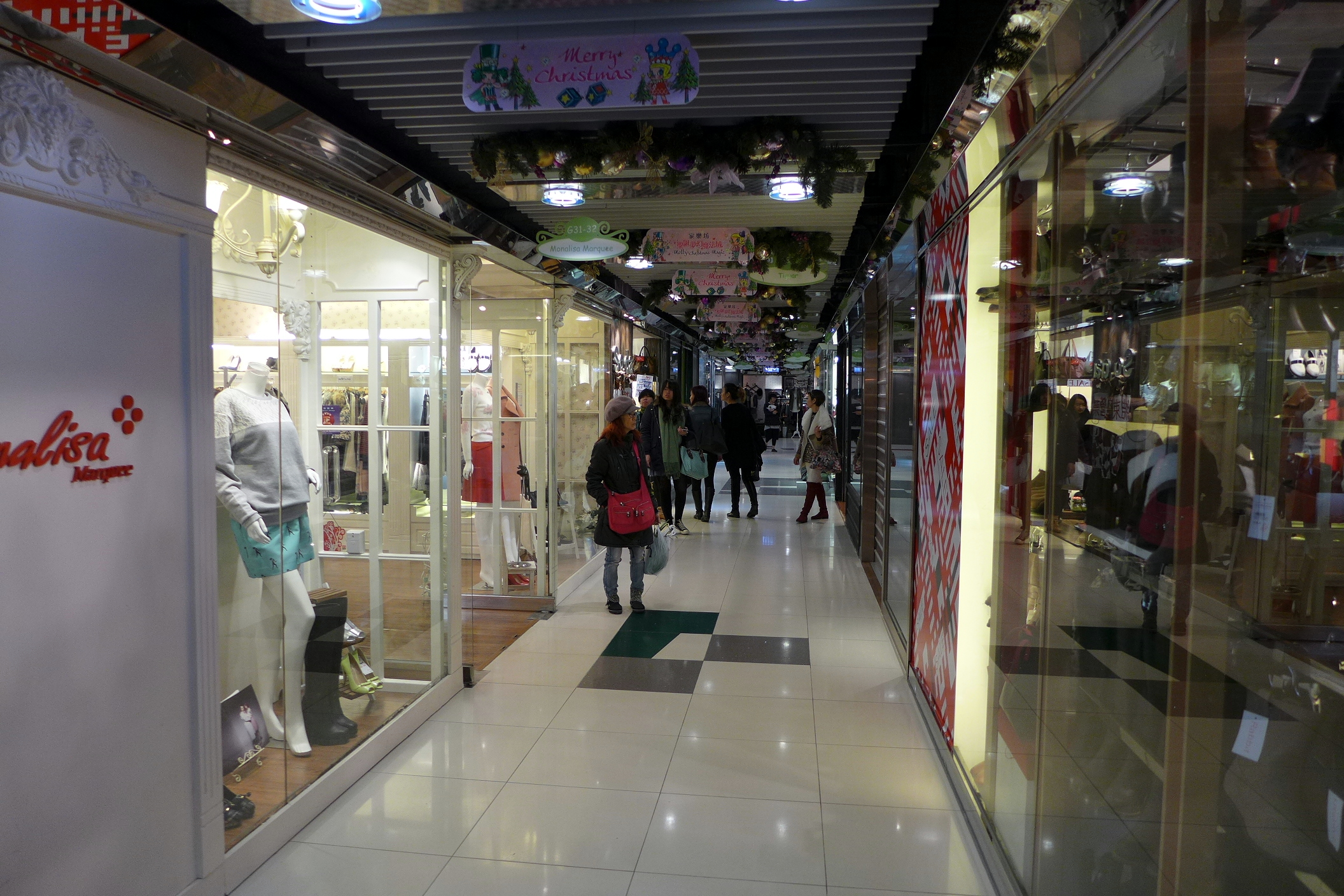
家樂坊以售賣女性服裝、鞋和手袋為主（2014年）
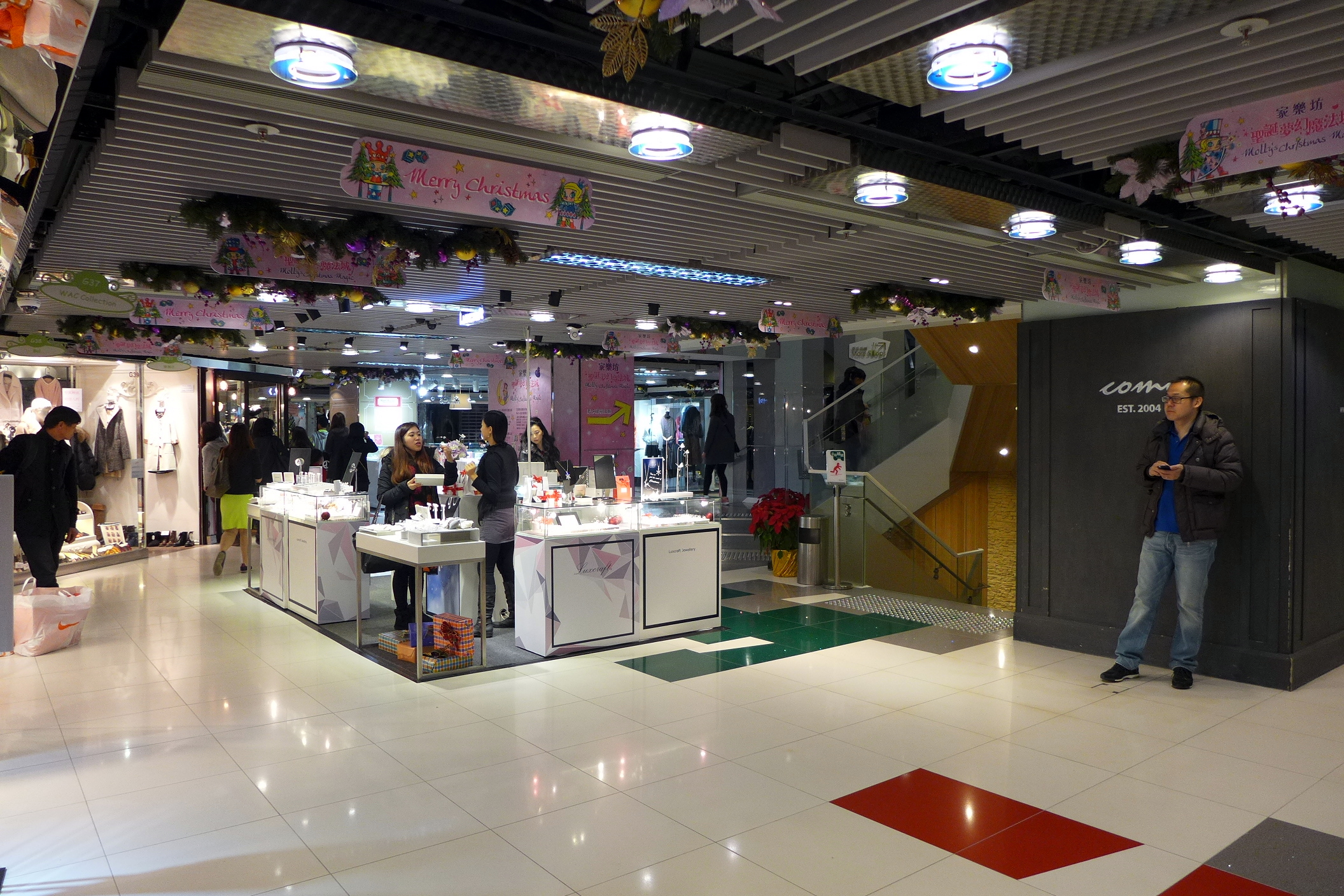
家樂坊地下（2014年）
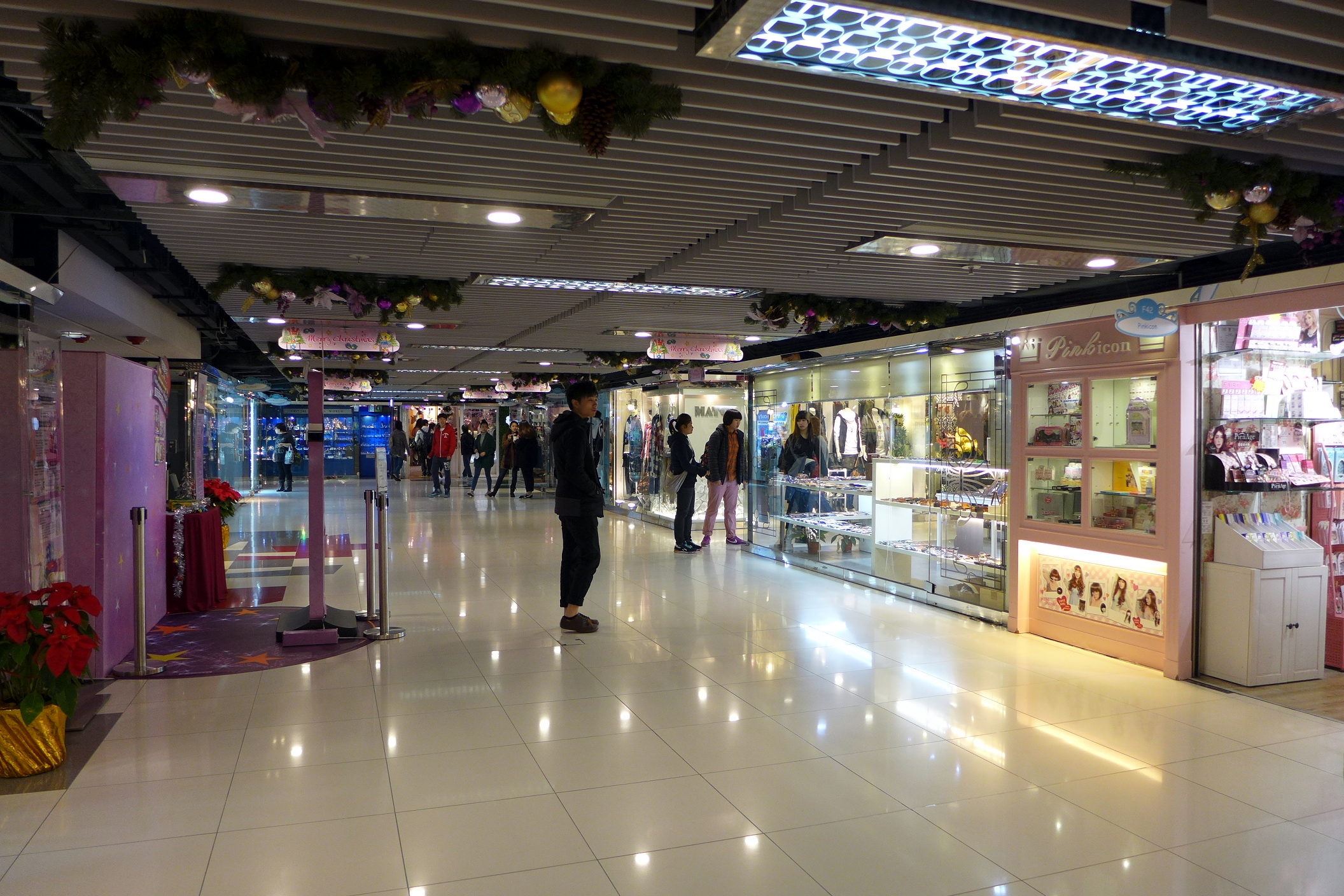
家樂坊1樓（2014年）
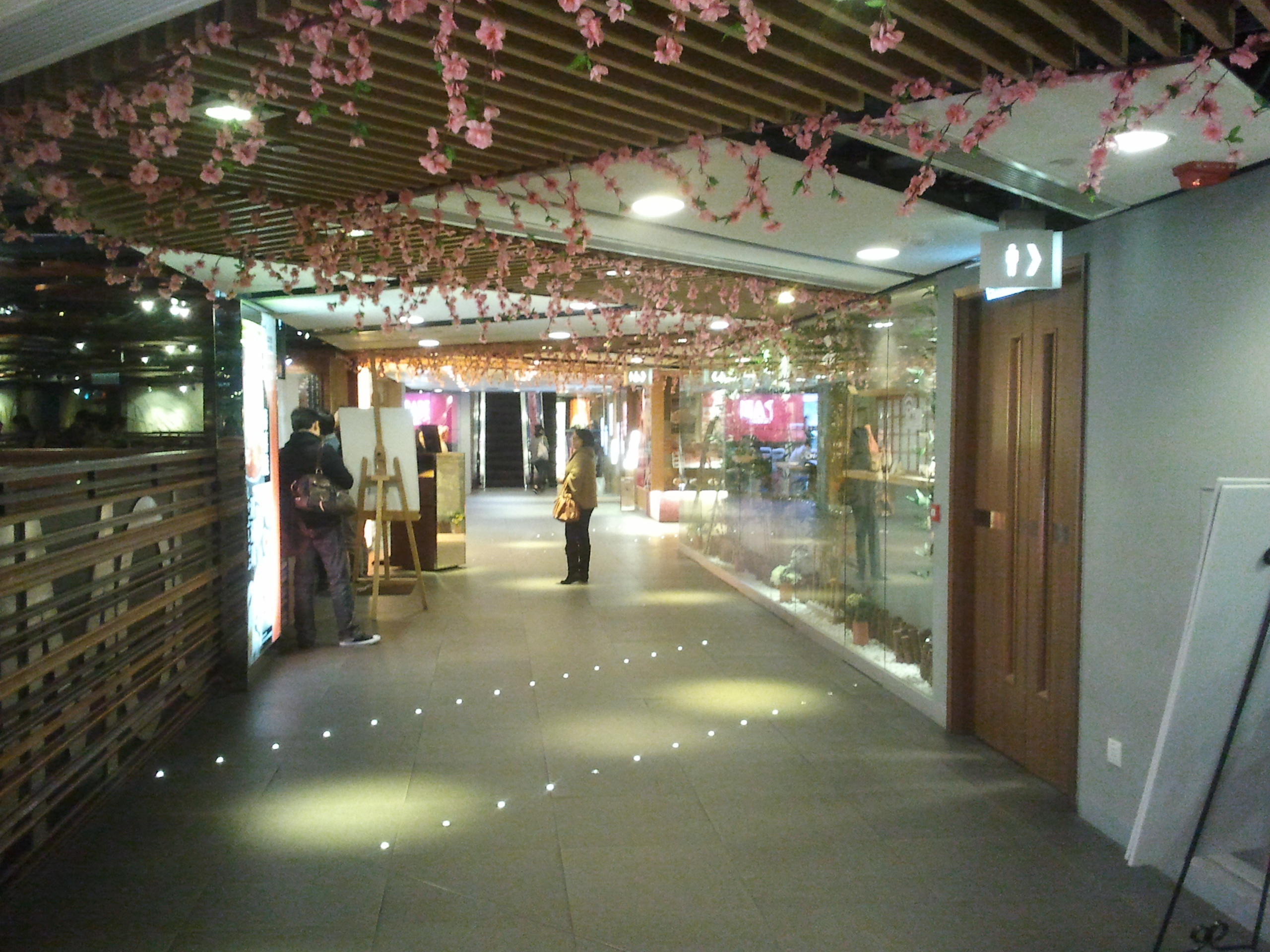
家樂坊地庫（2014年）

### 轉型

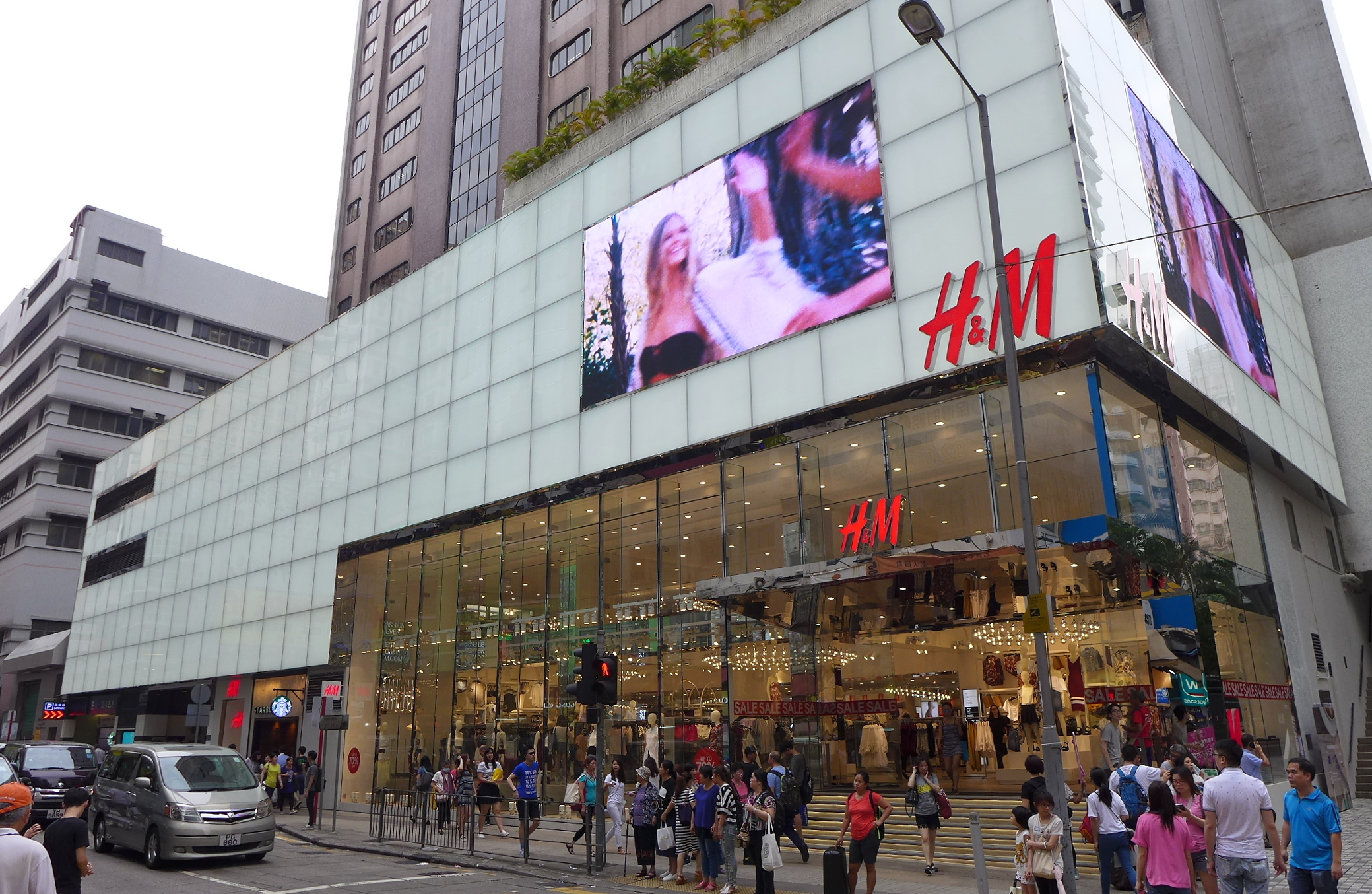
時裝連鎖店H&M在2016年1月至2020年第四季租用家樂坊55,000平方呎樓面

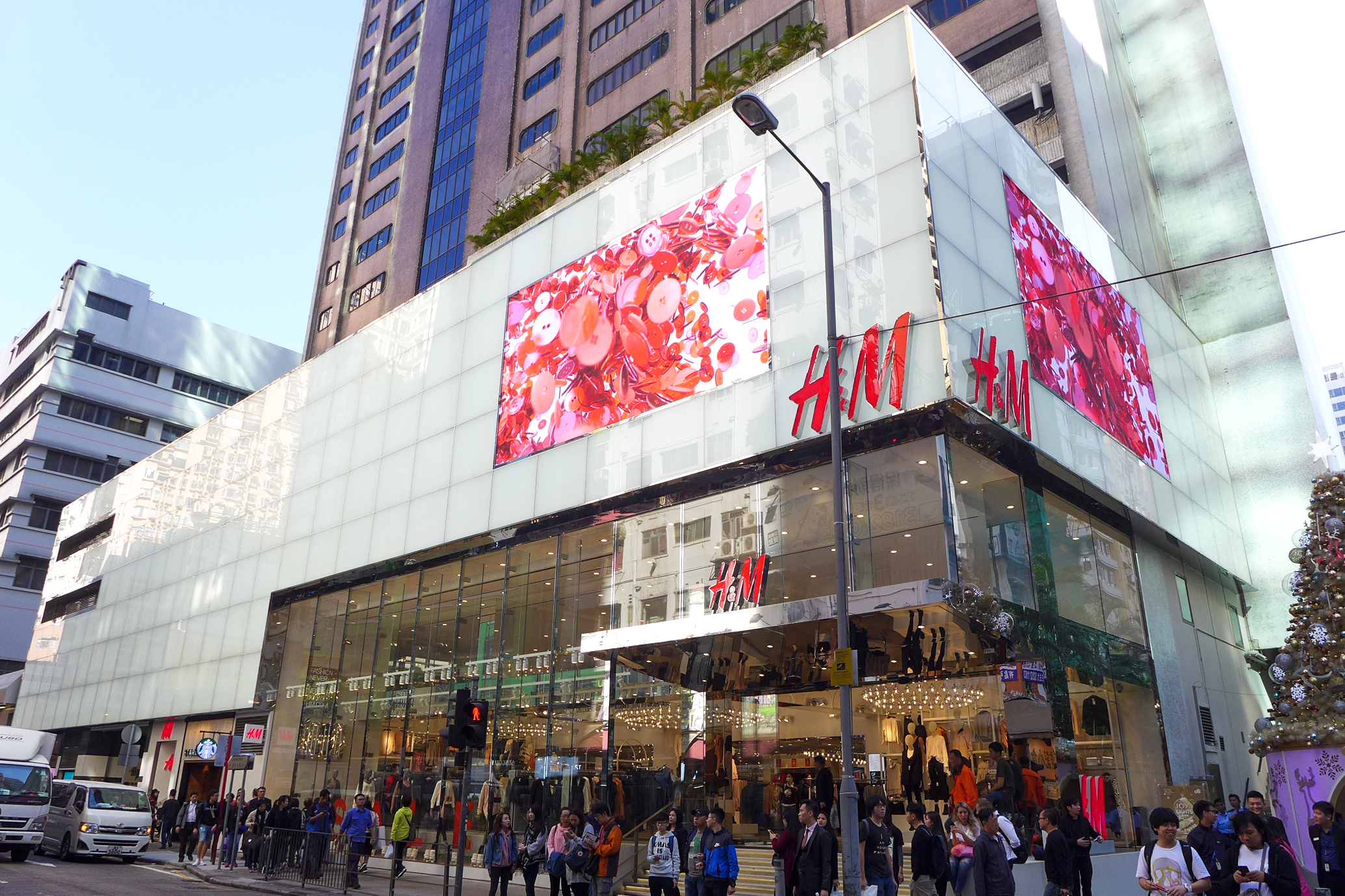
H&M（2016年12月）

2014年10月，時裝連鎖店H&M將會租用商場地下、一樓及部份地庫為旗艦店，達55,000平方呎，佔家樂坊9成樓面面積，每月租金約900萬港元。商場內的小店和特色食肆已於2015年5月起陸續結業。H&M於2016年1月29日開業，而原在地下及一樓的星巴克則已於2015年12月在地庫重新開業。
業主在2016年後一直以「型‧聚旺角」為策略定位，整合旺角區內核心物業。業主為進一步加強「型‧聚旺角」的市場定位，辦公樓部份亦在2018年4月1日起亦改名為「家樂坊」。
2020年8月，媒體報道H&M旺角旗艦店租約將在今年第四季約滿，僅保留1樓約1.8萬呎樓面，放棄地下及地庫。而地下1.8萬平方呎舖位由運動服裝店Foot Locker租用，月租約200萬元。地庫在2020年10月開設傢俬店at.home Pop-up Store。而地下B號舖及一樓全層在2020年1月開設臨時性質的AEON Pop up Store，於同年2月21日結業。其後一度短暫改為奔墟We Connect Mall，在五六日運作。到同年5月14日，落實開設AEON STYLE，基本租金為8550萬元，租約期為6年。
2021年8月6日，AEON開設佔地25000呎的AEON STYLE，設生活美容用品、12蚊店DAISO JAPAN、家品HÓME CÓORDY、綠色健康商品TOPVALU、美妝護膚Beauty Corner、潮流玩具Anime Corner及超級市場。

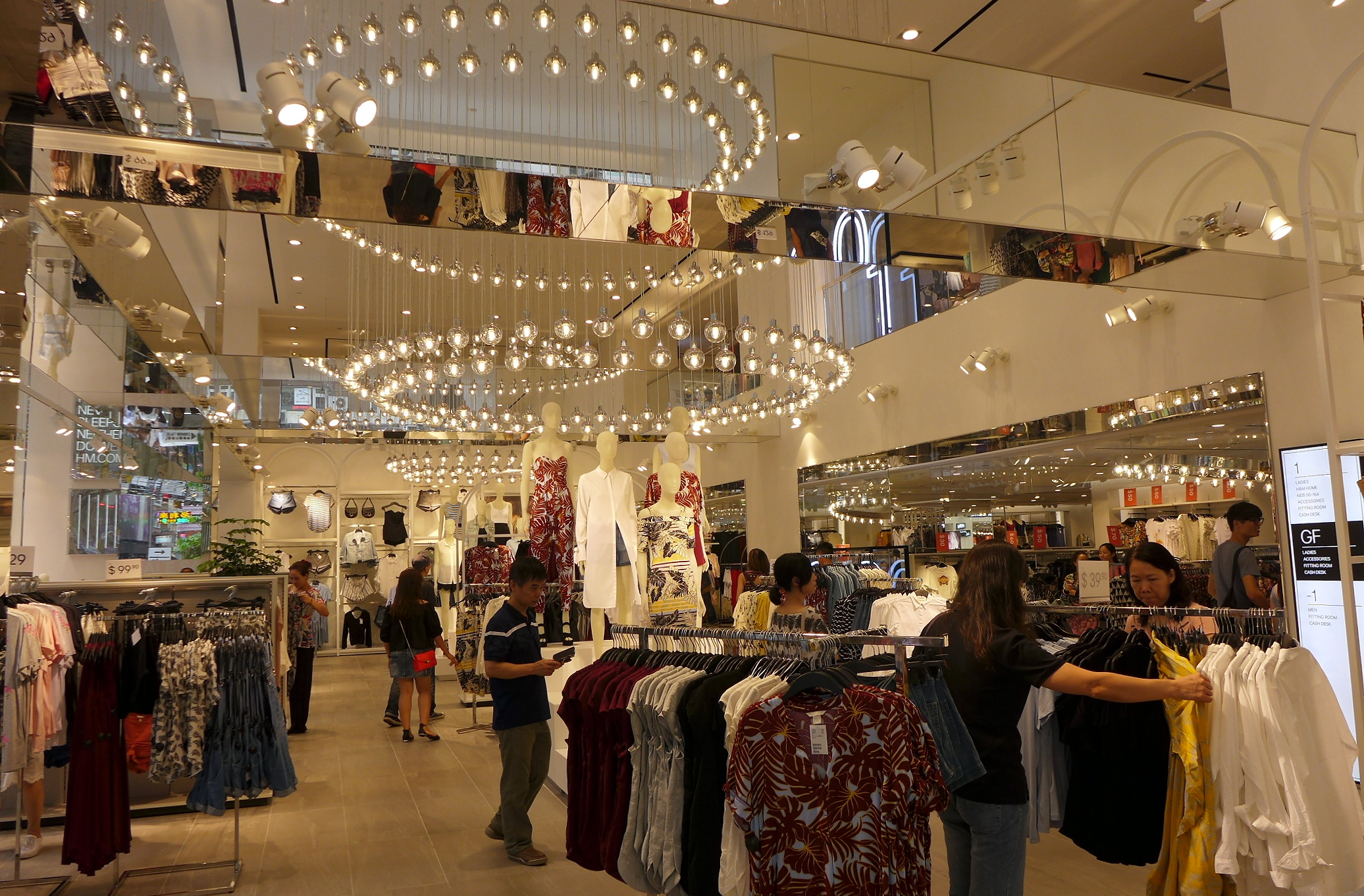
H&M地下（2016年）
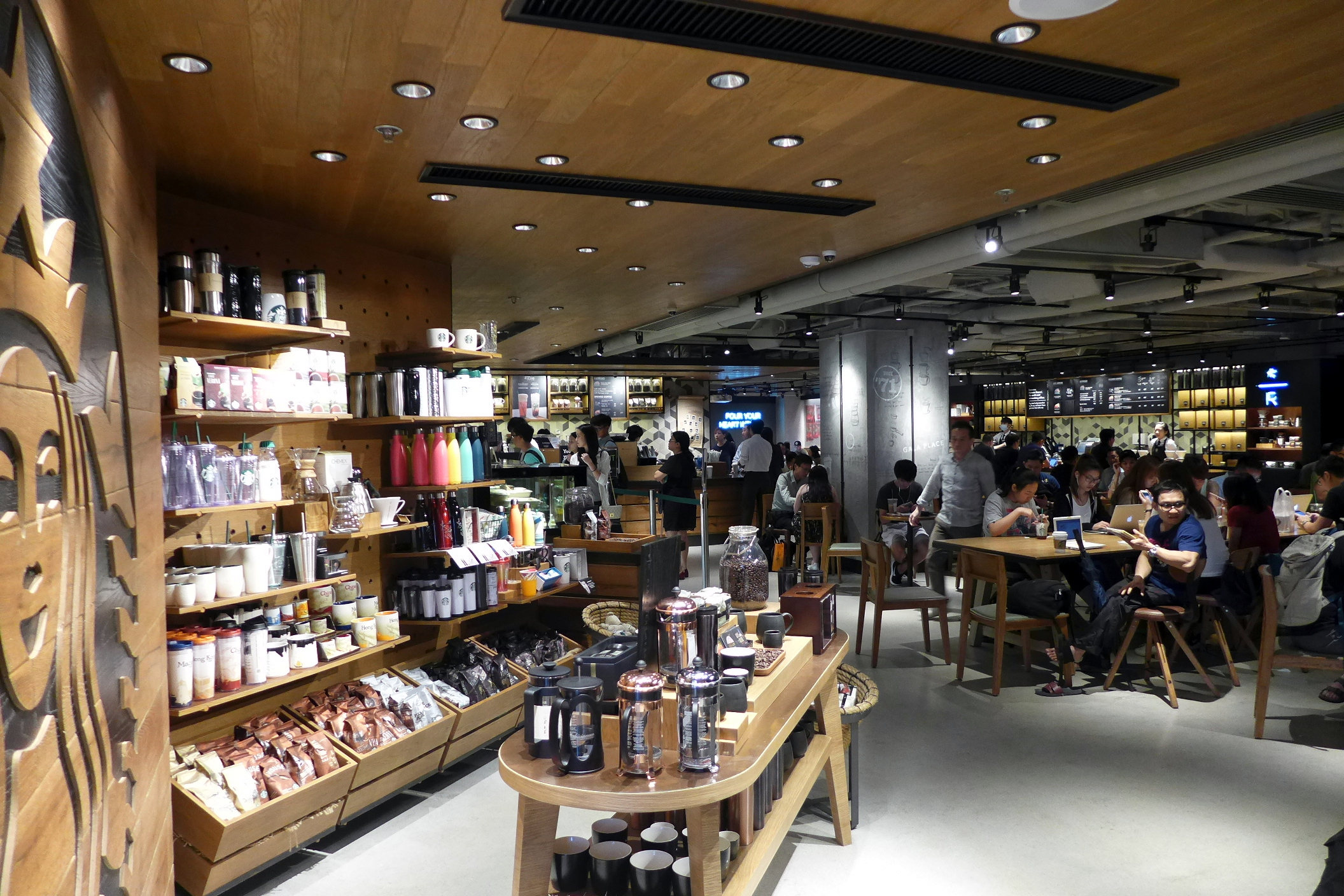
部份地庫為星巴克
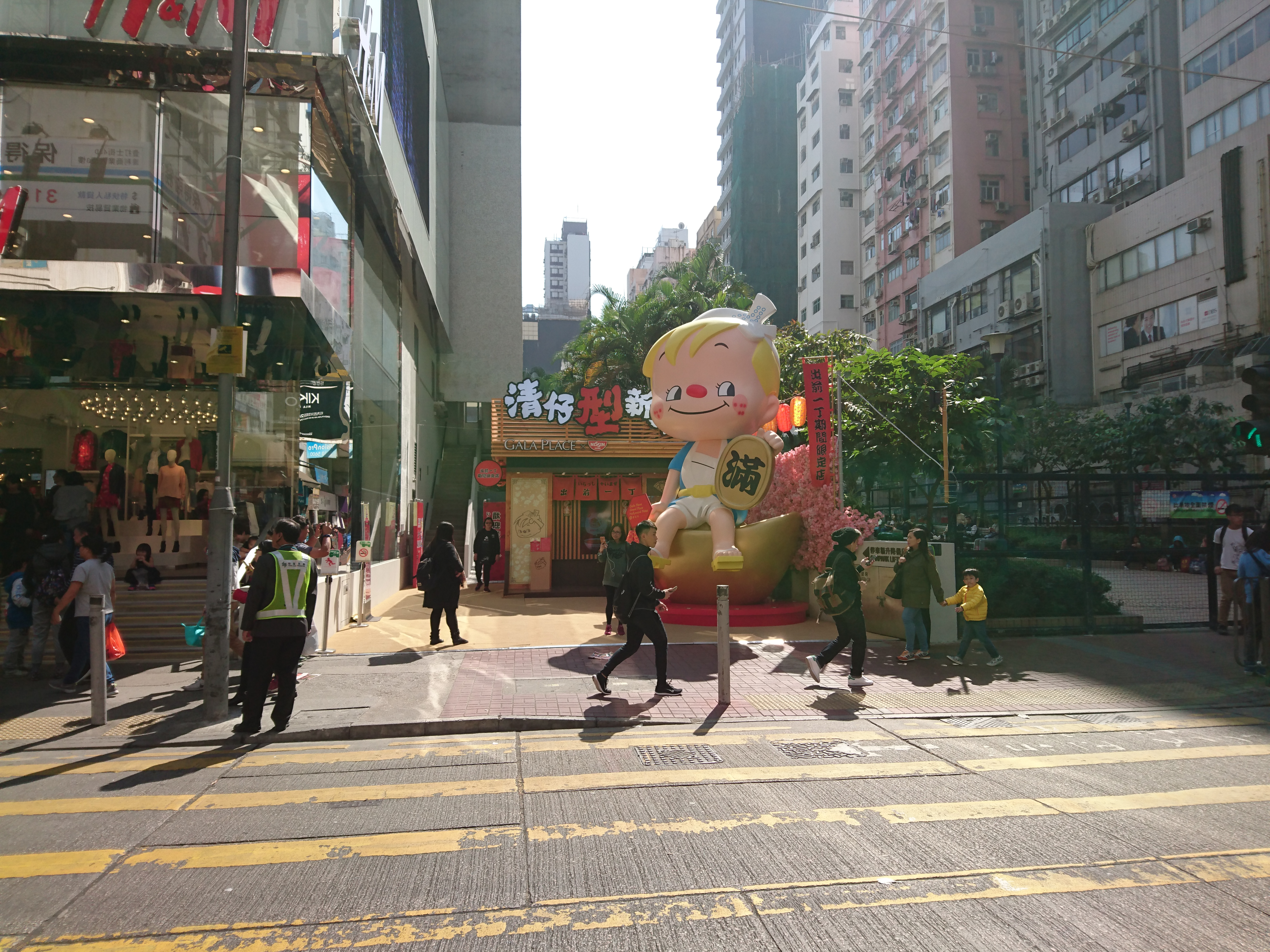
出前一丁期間限定店（2017年）
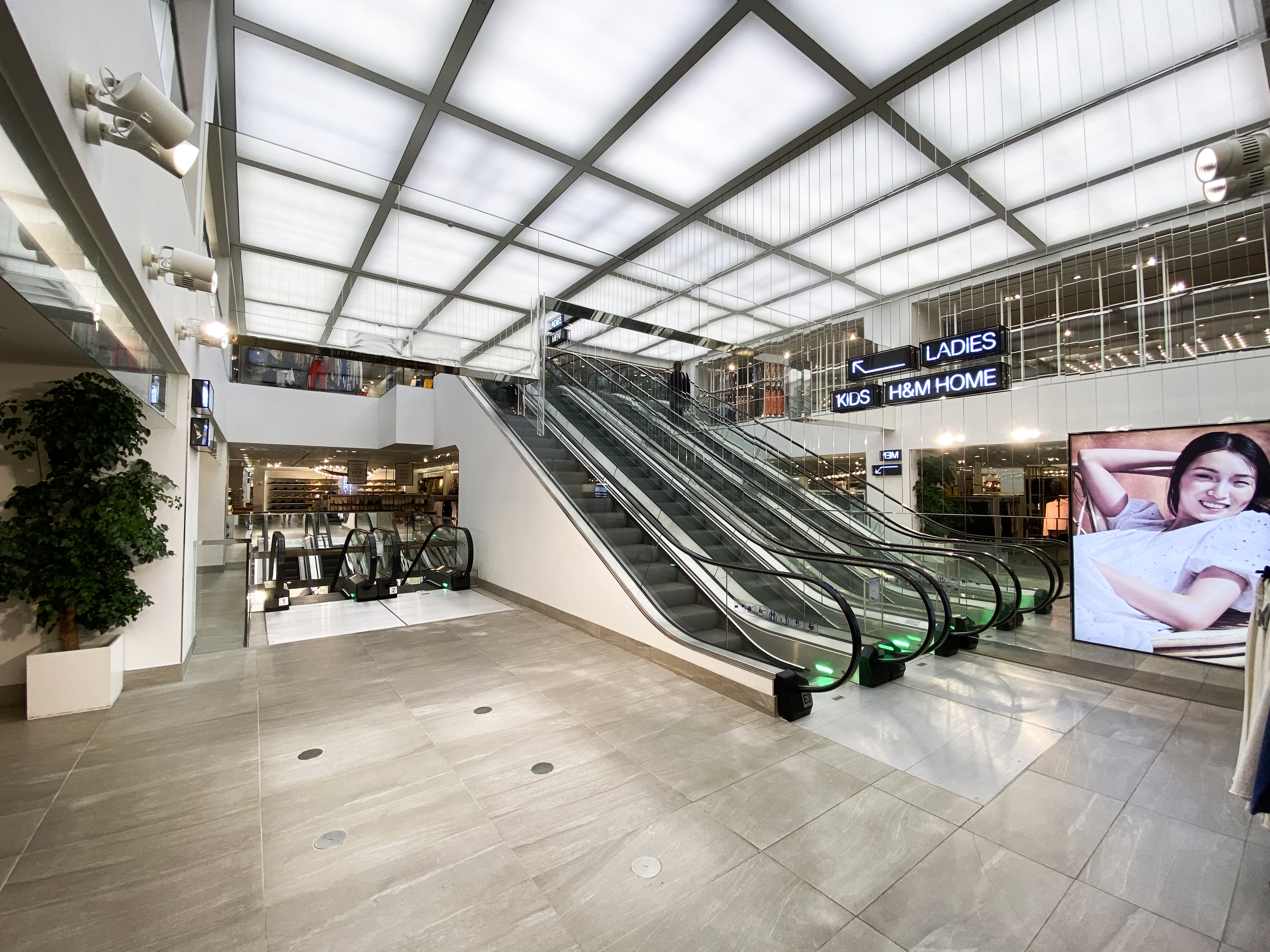
H&M地下中庭（2020年）
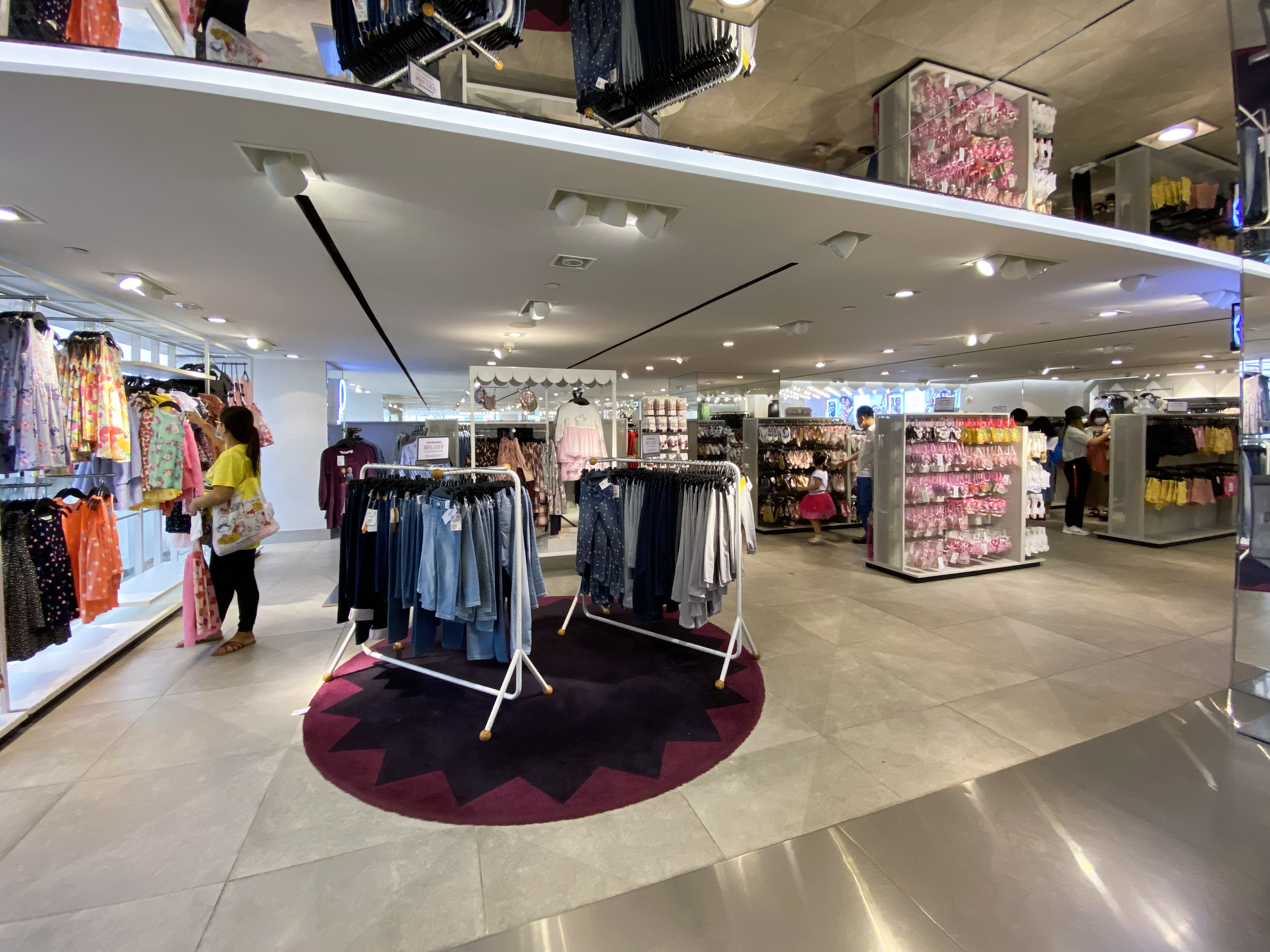
H&M1樓（2020年）
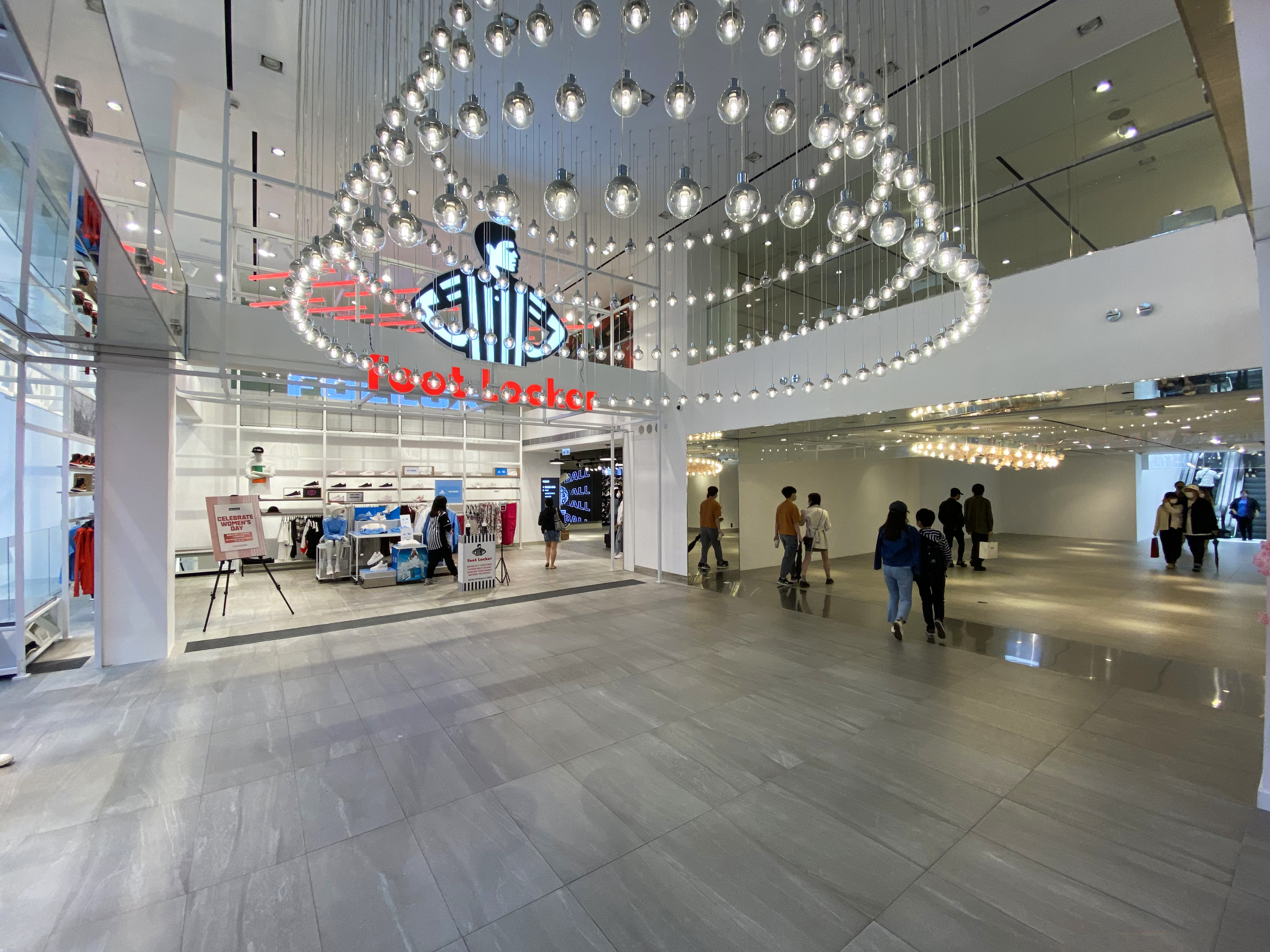
2021年，地下1.8萬平方呎舖位由運動服裝店Foot Locker租用
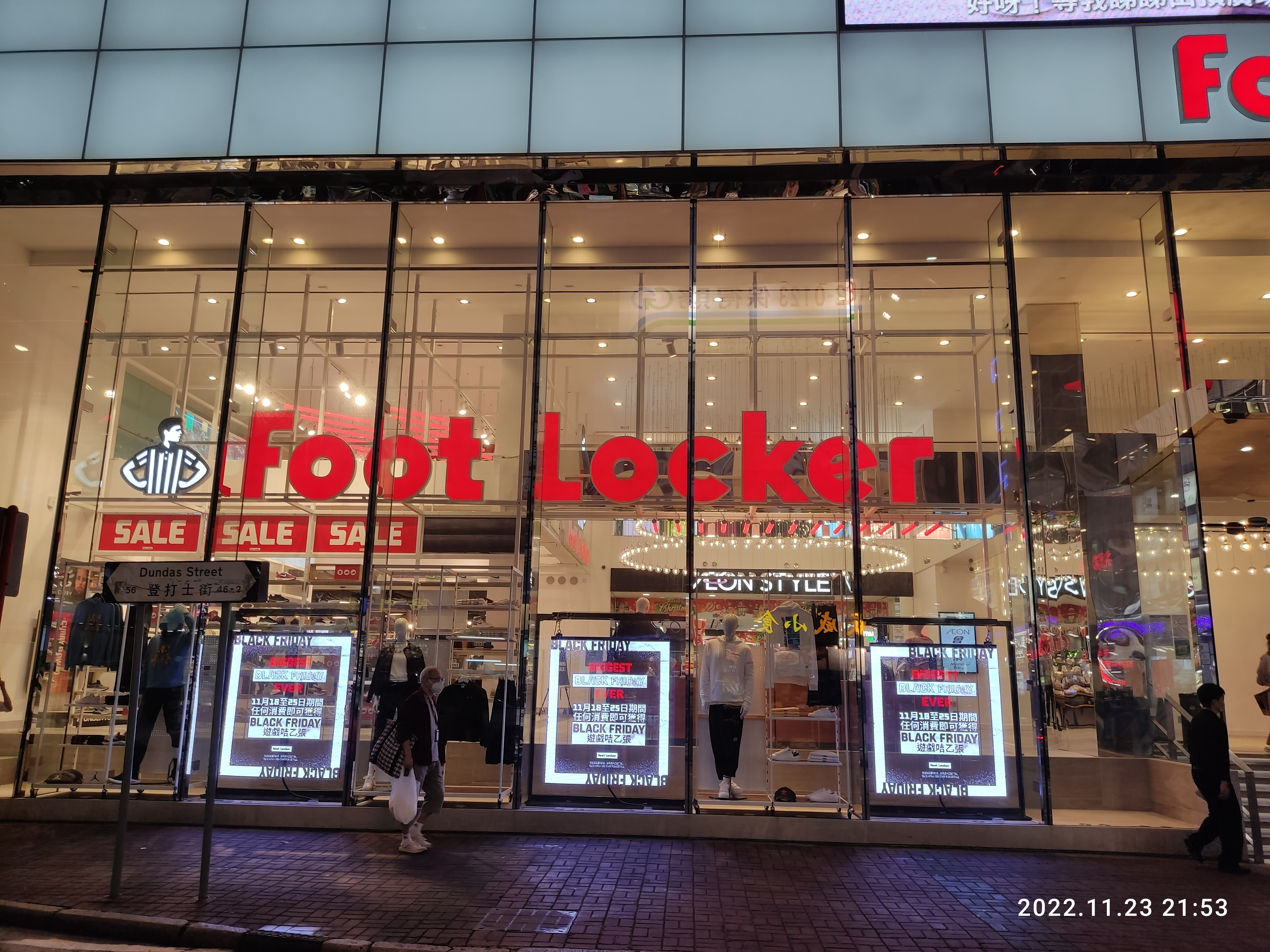
Foot Locker及AEON STYLE（2022年）
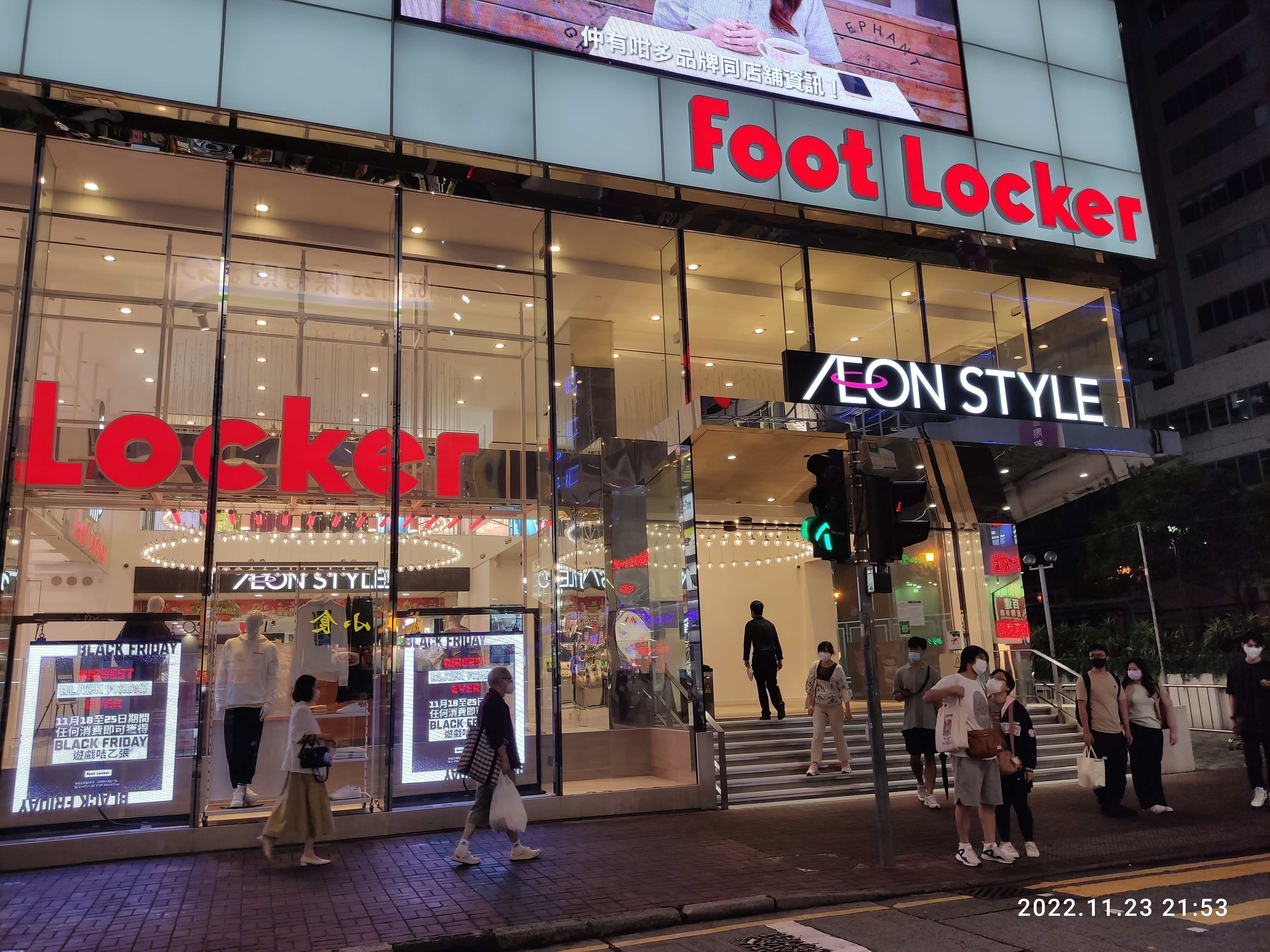
Foot Locker及AEON STYLE入口（2022年）
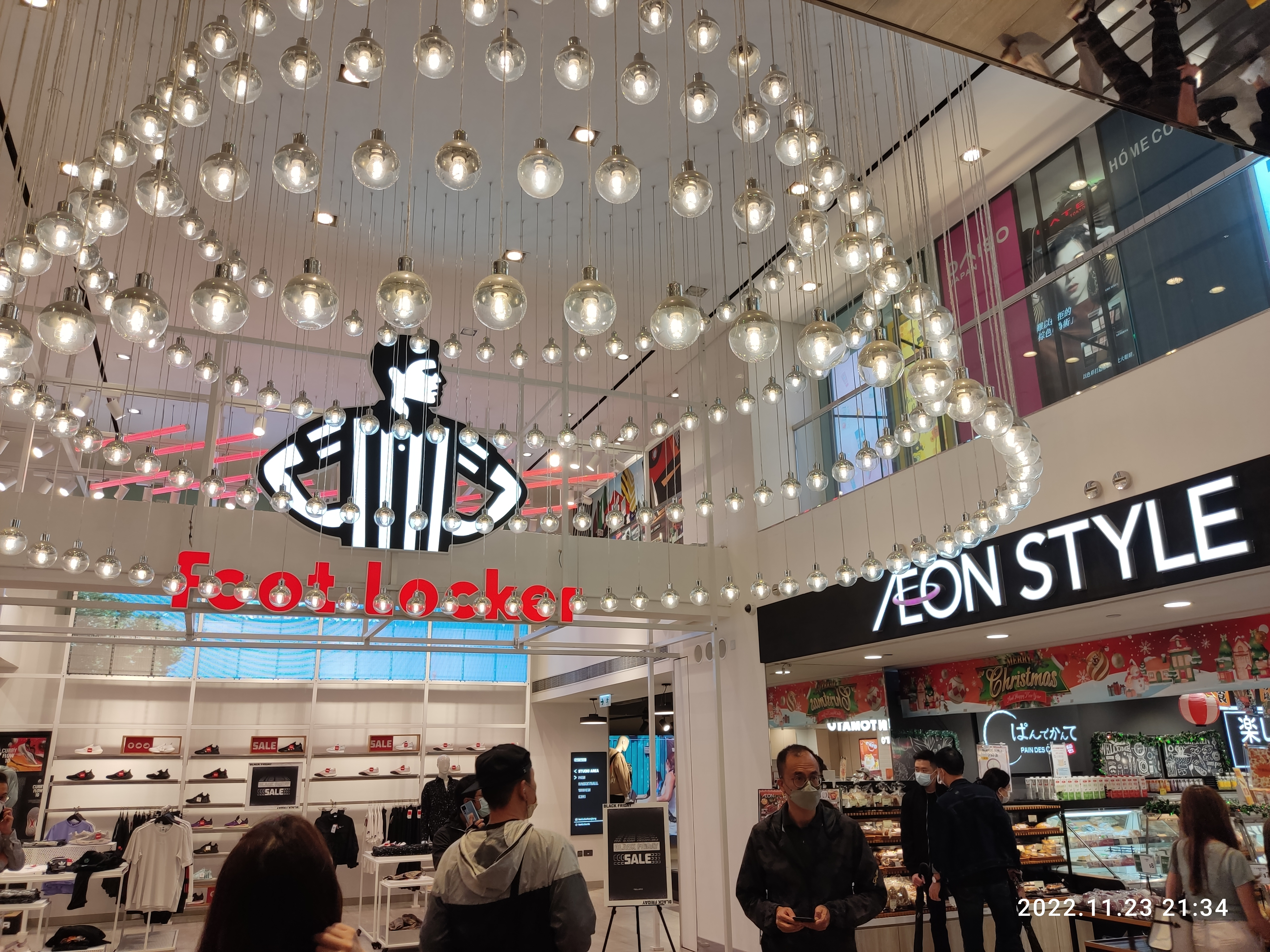
Foot Locker及AEON STYLE地下（2022年）
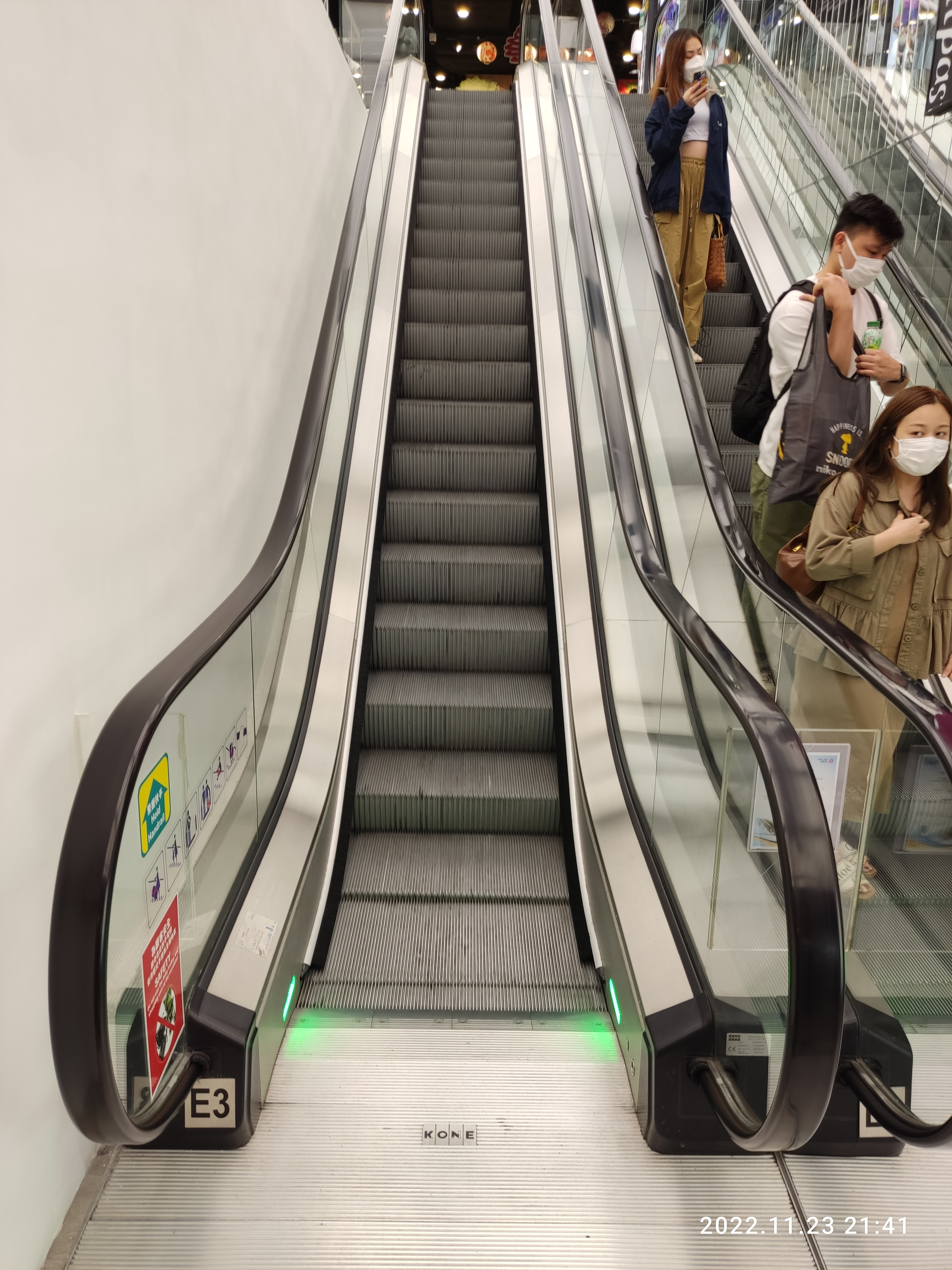
AEON STYLE地下中庭（2022年）
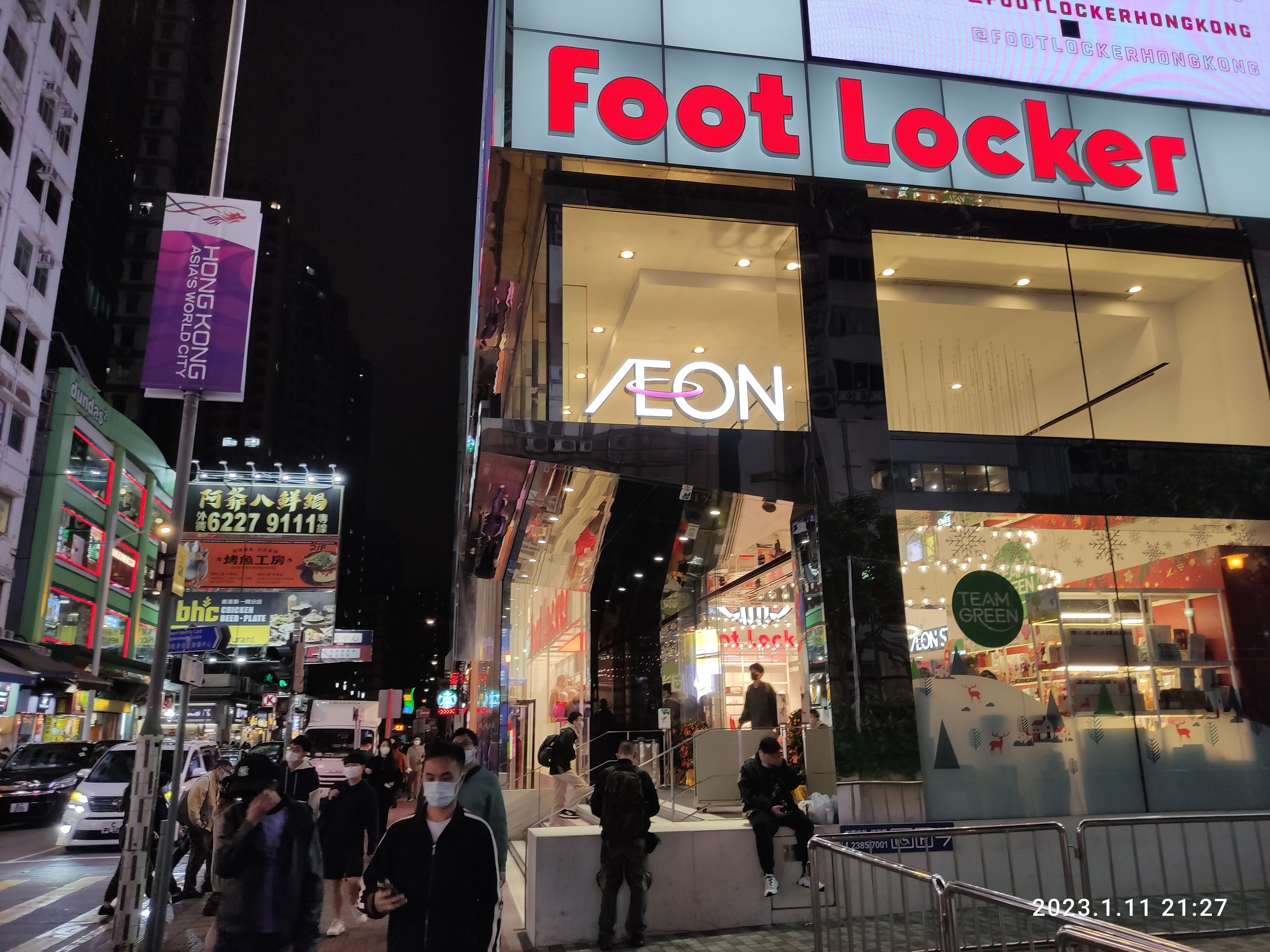
Foot Locker及AEON STYLE（2023年）
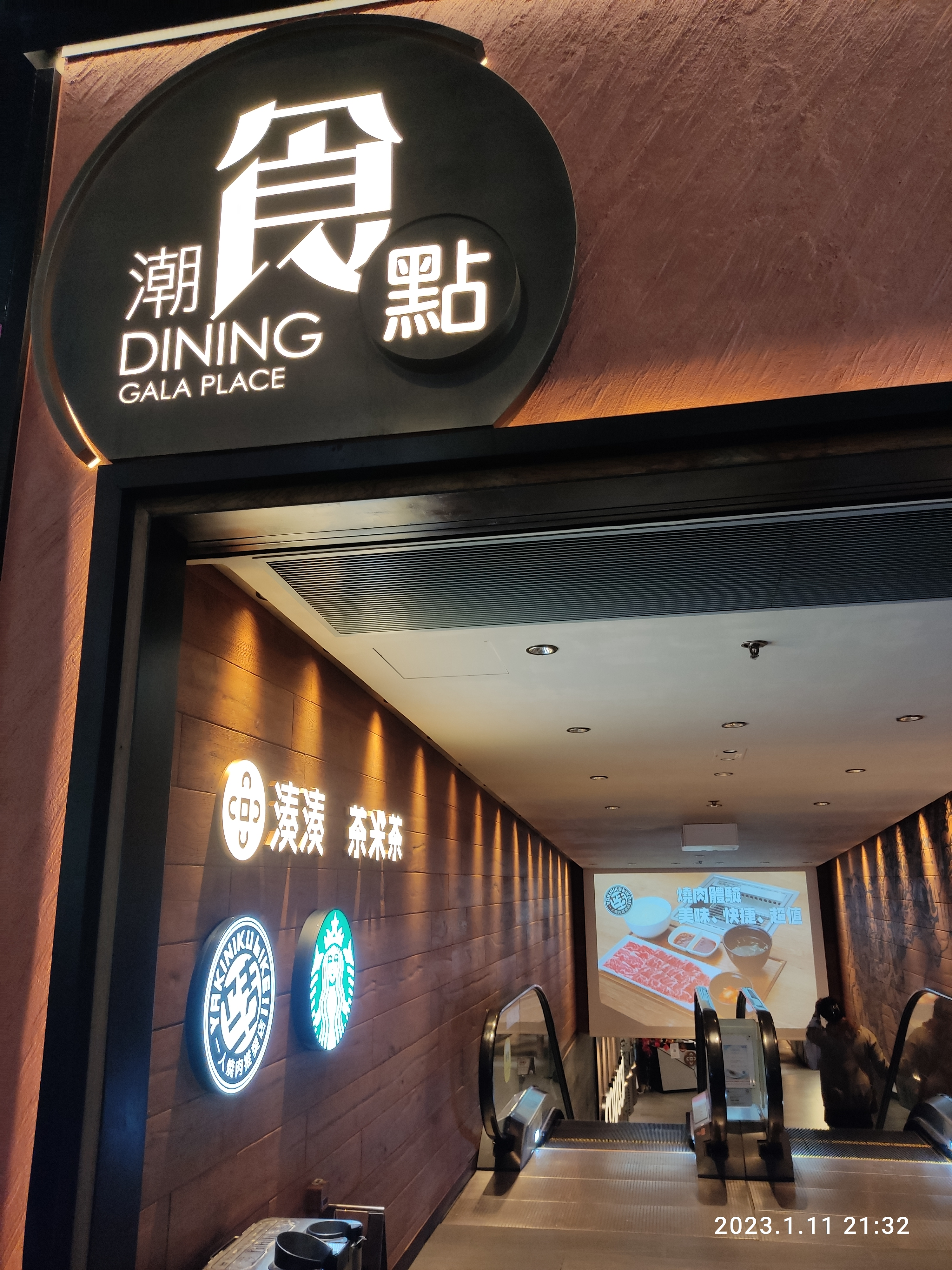
潮食點（2023年）
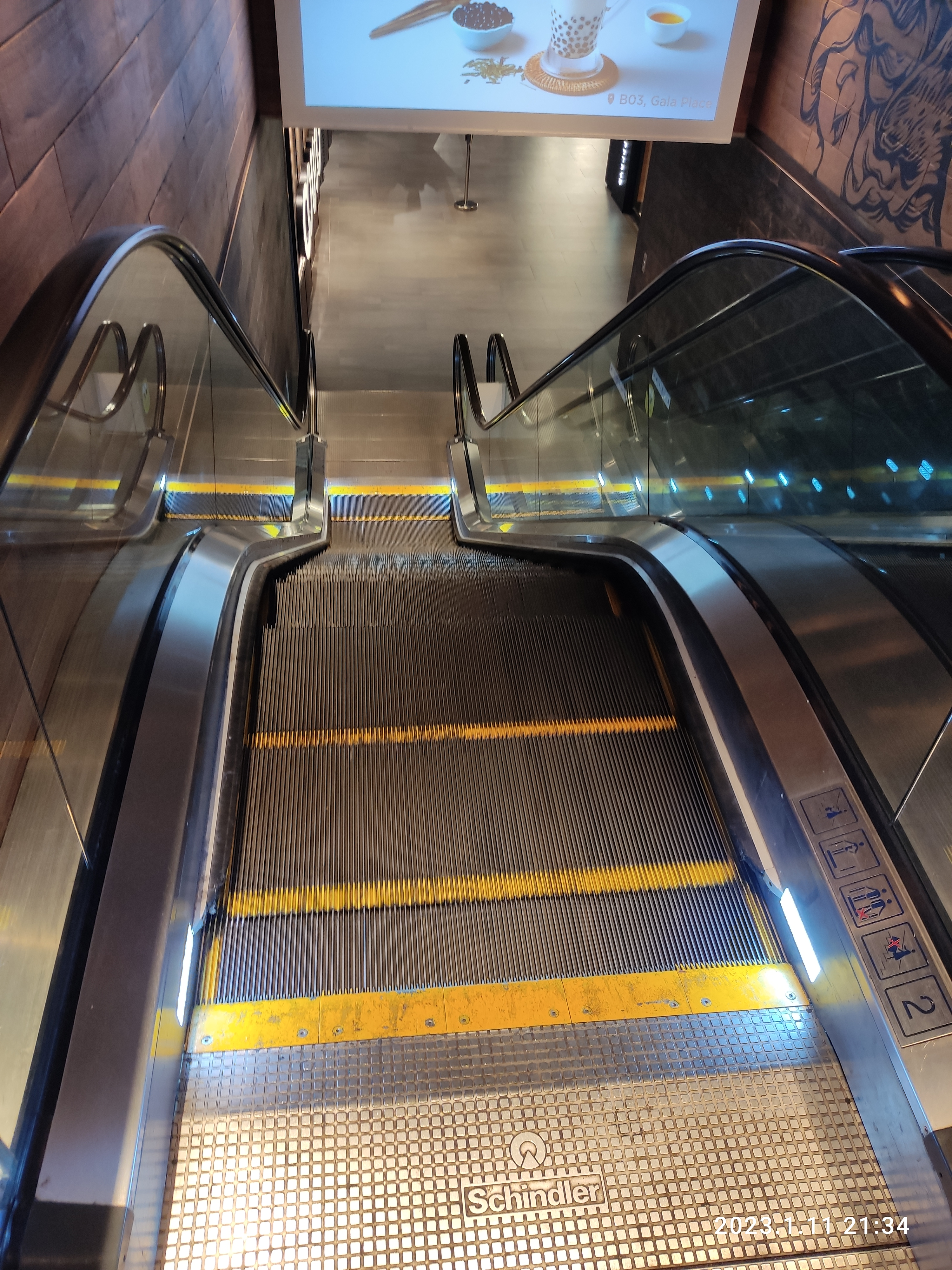
潮食點入口（2023年）
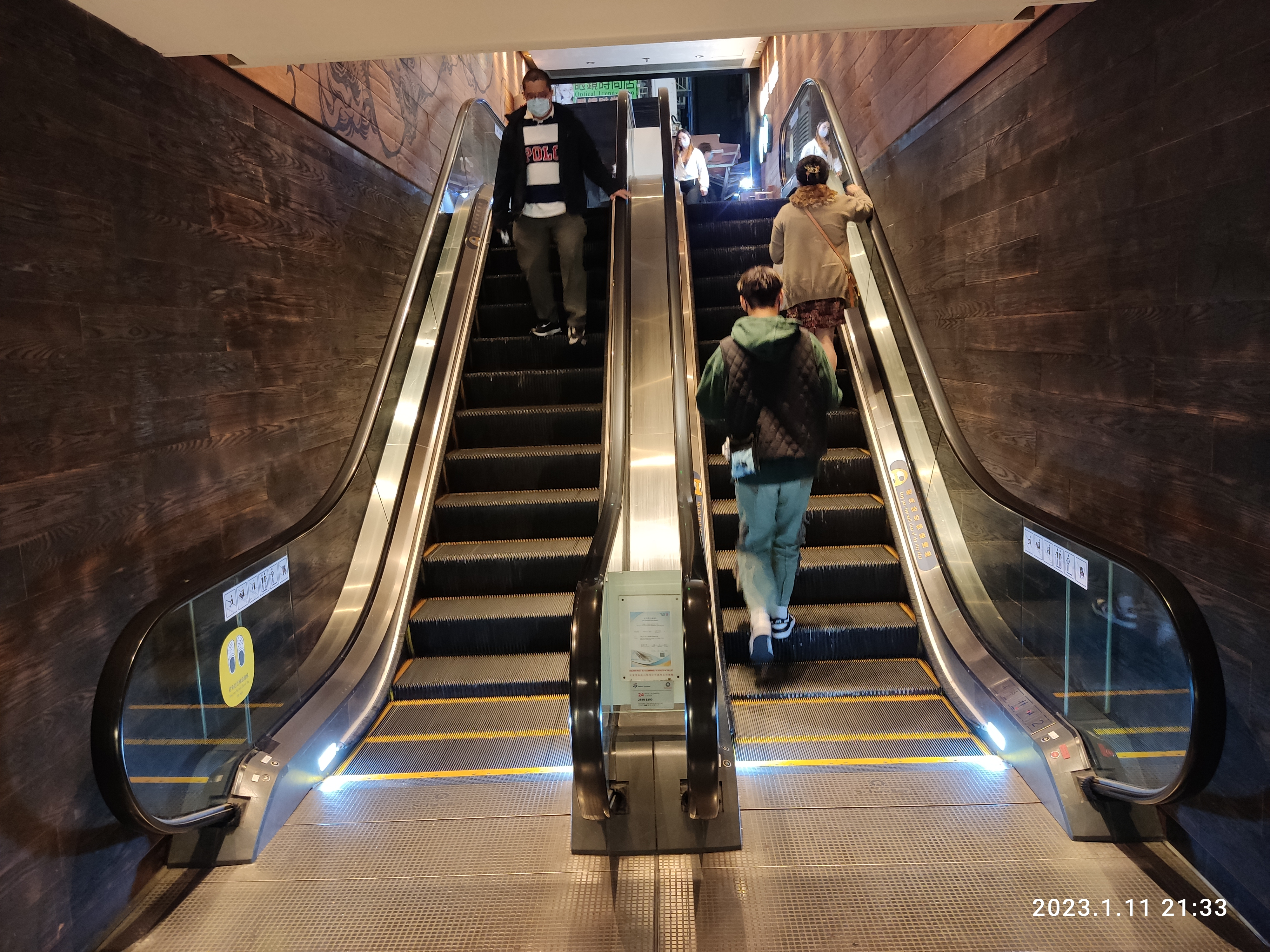
潮食點地庫（2023年）

## 外部連結
- 恒隆地產：家樂坊（页面存档备份，存于）